# Archipel de Brioni
L'archipel de Brioni, (ou des Brijuni, Briyuni) est un groupe de 14 îles de la mer Adriatique, situées au nord-ouest de Pula qui se trouve au bout de la presqu'île d'Istrie en Croatie. Cet archipel compte deux grandes îles, dont la plus grande s'appelle Veli Brion (5,6 km2), et treize plus petites. Il s'étend avec la mer environnante sur une surface de 36 km2.

## Géographie
Les quatorze îles sont situées dans la partie croate du nord de la mer Adriatique et sont séparées de la côte ouest de la péninsule d'Istrie par l'étroit détroit de Fažana.

## Histoire
L'archipel est connu depuis l'Antiquité, où les Romains assez fortunés se firent construire des résidences impériales et de somptueuses villas, dont on retrouve encore des vestiges. Puis, ce furent les Goths, les Francs, les Byzantins, les Vénitiens et les Slaves qui vinrent y habiter. Mais dès le XVIIe siècle, l'archipel fut périodiquement ravagé par des épidémies de malaria et finit par se dépeupler complètement, jusqu'à ce qu'à la fin du XIXe siècle, un industriel autrichien, Paul Kupelwieser, les rachète. Il commença alors à assainir les îles de ses moustiques, puis revaloriser sa flore et sa faune en introduisant une population de daims, de chevreuils, de mouflons et de lièvres.
Entre les deux grandes guerres, cet archipel était un lieu de tourisme de la haute société.
Sur l'île de Vanga, Tito y installa un de ses rendez-vous de chasse, puis monopolisa l'archipel pour ses propres loisirs, ainsi que pour y accueillir ses invités personnels et officiels. Leur accès fut alors interdit à toute personne ne faisant pas partie de la suite du chef de l'État. Trois villas furent également construites sur l'île principale : une pour loger les membres du gouvernement (vila Jadrunka), une pour les invités étrangers (vila Brijunka) et une pour les conférences et réunions de travail (Bijela vila). À Vanga, Tito n'accueillait dans sa résidence privée que des amis intimes. Il s'offrit en outre en 1952 un yacht de taille respectable, le Galeb (en), sur lequel il emmenait ses invités de marque en croisières, et qui était stationné dans l'archipel.
Un an après la conférence de Bandung, Tito accueille sur l'île de Brioni en 1956 les dirigeants Nasser (Égypte) et Nehru (Inde), dans une optique de rapprochement et de discussion. On estime que c'est lors de cette conférence que s'affine la volonté des trois leaders de promouvoir le non-alignement, adopté par une grande majorité de pays du Tiers monde lors de la conférence de Belgrade en 1961. Ils proposent ainsi une alternative à la vision bipolaire du monde offerte depuis 1947 par l'affrontement indirect des blocs de l'URSS et des États-Unis.

## Environnement
Le parc national de Brioni abrite des espèces animales et végétales rares, et un jardin zoologique avec des animaux exotiques. Il recèle un patrimoine culturel exceptionnel. Le logo du parc qui représente un poisson s'inspire de la forme de l'île de Gaz, un des îlots inhabités de l'archipel.